# Ugrinus Csák
Ugrinus Csák a fost voievod al Transilvaniei de două ori: în 1275 și în 1276.
În 1275, după ce Matei Csák al II-lea (o rudă a lui Ugrinus Csák) a fost înlăturat, Ugrinus Csák a primit titlul de voievod, dar a fost detronat după câteva luni de Ladislau I Kan. În 1276 a revenit la tron, dar nobilimea l-a ales pe Matei Csák al II-lea.